# Фридрих V (герцог Швабии)
Фридрих V Швабский (нем. Friedrich V von Schwaben) или Фридрих V фон Гогенштауфен (нем. Friedrich V von Schwaben; 6 июля 1164, Павия, Италия — 1168/1169) — герцог Швабии с 1167 года, старший сын Фридриха Барбароссы и Беатрис I Бургундской.

## Биография
Фридрих родился 6 июля 1164 года в Павии, когда император Фридрих Барбаросса находился в Итальянском походе. Когда император осенью того же года отправился в Германию за подкреплениями, он, чтобы не подвергать опасности жизнь имевшего слабое здоровье младенца, оставил в Италии под попечительство маркграфа Монферрато Гульельмо (Вильгельма) V.
В 1165 году Фридрих был помолвлен с Элеонорой (1162—1214), дочерью короля Англии Генриха II Плантагенета. Эта помолвка стала частью англо-германского союза.
В 1167 году умер двоюродный брат императора, Фридрих IV Ротенбургский, герцог Швабии, не оставивший детей. В результате герцогство перешло к императору Фридриху Барбароссе, который назначил новым герцогом своего малолетнего сына и наследника Фридриха. Это пожалование было подтверждено на рейхстаге в июне 1168 года. Больше сведений о Фридрихе нет. Скорее всего он умер в период между сентябрём 1168 года и октябрём/ноябрём 1169 года. В 1170 году титул герцога Швабии был передан третьему сыну Фридриха Барбароссы, Конраду, получившего новое имя, Фридрих.